# Liste der Wappen im Landkreis Neu-Ulm
Die Liste der Wappen im Landkreis Neu-Ulm zeigt die Wappen der Gemeinden im bayerischen Landkreis Neu-Ulm.

## Landkreis Neu-Ulm

Landkreis Neu-Ulm Über rotem Schildfuß, darin ein waagrechtes, golden beschlagenes, silbernes Hifthorn, fünfmal schräg links geteilt von Rot und Silber, überdeckt mit einer aus der Teilungslinie wachsenden, schwarz gekleideten und golden gekrönten Mohrin, die eine goldene Bischofsmütze in den Händen hält.
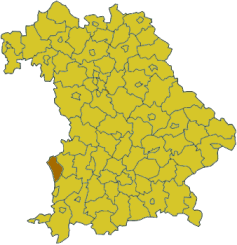
Lage des Landkreises Neu-Ulm in Bayern
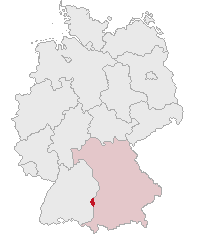
Lage des Landkreises Neu-Ulm in Deutschland
Landkreis Illertissen (1862–1972) Führte kein Wappen.

## Wappen der Städte, Märkte und Gemeinden

Markt Altenstadt In Silber auf grünem Boden ein grüner Eichbaum mit goldenen Eicheln.
Gemeinde Bellenberg Über grünem Schildfuß in Grün ein goldener Dreiberg, darauf ein goldener Laubbaum.
Markt Buch bei Illertissen Gespalten von Blau und Silber; auf grünem Boden vorne ein silberner Turm, hinten eine grüne Buche.
Gemeinde Elchingen Führt kein Wappen.
Gemeinde Holzheim In Silber zwei rote Schräglinksbalken, belegt mit einem golden bewehrten und gekrönten schwarzen Doppeladler.
Stadt Illertissen In Rot ein aufrecht stehender goldener Löwe, überdeckt von einem schwarzen, mit drei silbernen Großbuchstaben P belegten Balken.
Markt Kellmünz a. d. Iller In Gold über einem aus dem unteren Schildrand wachsenden blau bewehrten roten Löwen eine dreilatzige rote Sturmfahne mit drei silbernen Ringen.
Gemeinde Nersingen Unter silbernem Wellenschildhaupt durch einen gestürzten goldenen Flachsparren geteilt; oben in Blau ein von fünf goldenen Scheiben beseitetes schwarzes Mühlrad; unten durch einen goldenen Pfahl gespalten von Schwarz und Rot, vorne ein schräger goldener Rautenkranz, hinten zwei silberne Schräglinksbalken.
Große Kreisstadt Neu-Ulm Geteilt von Schwarz, Silber und Blau, belegt mit einem silbernen Zinnenturm.
Gemeinde Oberroth bei Illertissen In Rot eine eingeschweifte goldene Spitze, darin ein wachsender roter Bischofsstab; vorne ein silberner Wellenbalken, hinten ein halber silberner Adler mit Spalt.
Gemeinde Osterberg Über einer gekürzten eingeschweiften blauen Spitze, darin eine aus einem silbernen Schlüsselgriff wachsende silberne heraldische Lilie, gespalten; vorne in Gold ein linksgewendeter, aufrechter, schwarzer Bär, hinten gespalten und dreimal geteilt von Rot und Silber in verwechselten Farben.
Markt Pfaffenroth a. d. Roth In Blau auf grünem Hügel ein runder, torloser silberner Zinnenturm.
Gemeinde Roggenburg Durch eine eingeschweifte rote Spitze, darin auf grünem Dreiberg drei goldene Roggenähren, gespalten; vorne in Silber ein linksgewendeter rot bewehrter schwarzer Biber, der einen silbernen Fisch im Maul hält, hinten geviert von Silber und Schwarz.
Stadt Senden In Gold unter einem blauen Querfluss eine blaue heraldische Lilie.
Gemeinde Unterroth bei Illertissen Gespalten von Rot und Silber mit zwei abgewendeten steigenden Löwen in verwechselten Farben.
Stadt Vöhringen In Blau ein nach links gerichteter silberner Wellenschrägbalken; oben eine goldene heraldische Lilie, unten ein goldenes Mühlrad.
Stadt Weißenhorn In Rot übereinander drei waagrechte, linksgewendete silberne Jagdhörner mit goldenen Beschlägen und verschlungenen goldenen Schnüren.

## Ehemalige Gemeinden mit eigenem Wappen

Gemeinde Asch
Attenhofen
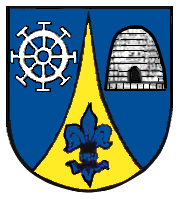
Gemeinde Au
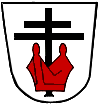
Gemeinde Aufheim (Senden)
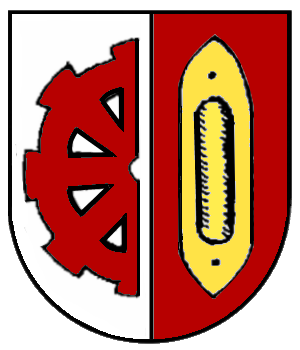
Gemeinde Ay a. d. Iller Gespalten von Silber und Rot; vorne ein halbes rotes Mühlrad, hinten ein goldenes Weberschiffchen.
Gemeinde Balmertshofen
Gemeinde Berg
Gemeinde Bergenstetten
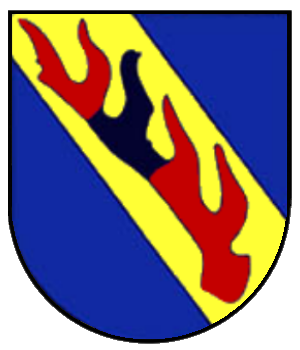
Gemeinde Betlinshausen
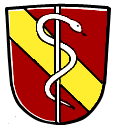
Gemeinde Beuren
Gemeinde Biberach
Gemeinde Biberachzell
Gemeinde Biberberg
Gemeinde Bubenhausen
Gemeinde Burlafingen
Gemeinde Christertshofen
Gemeinde Dattenhausen
Gemeinde Emershofen
Gemeinde Erbishofen
Gemeinde Filzingen
Gemeinde Finningen
Gemeinde Gannertshofen
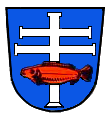
Gemeinde Gerlenhofen
Gemeinde Grafertshofen
Gemeinde Hausen
Gemeinde Hegelhofen
Gemeinde Herrenstetten
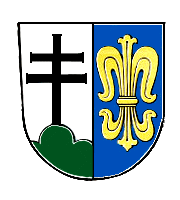
Gemeinde Hittistetten
Gemeinde Holzschwang
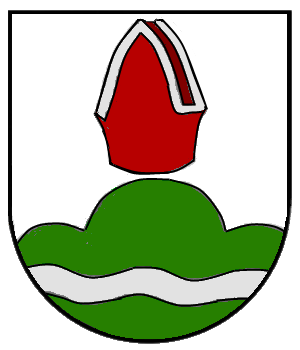
Gemeinde Illerberg
Gemeinde Illereichen-Altstadt
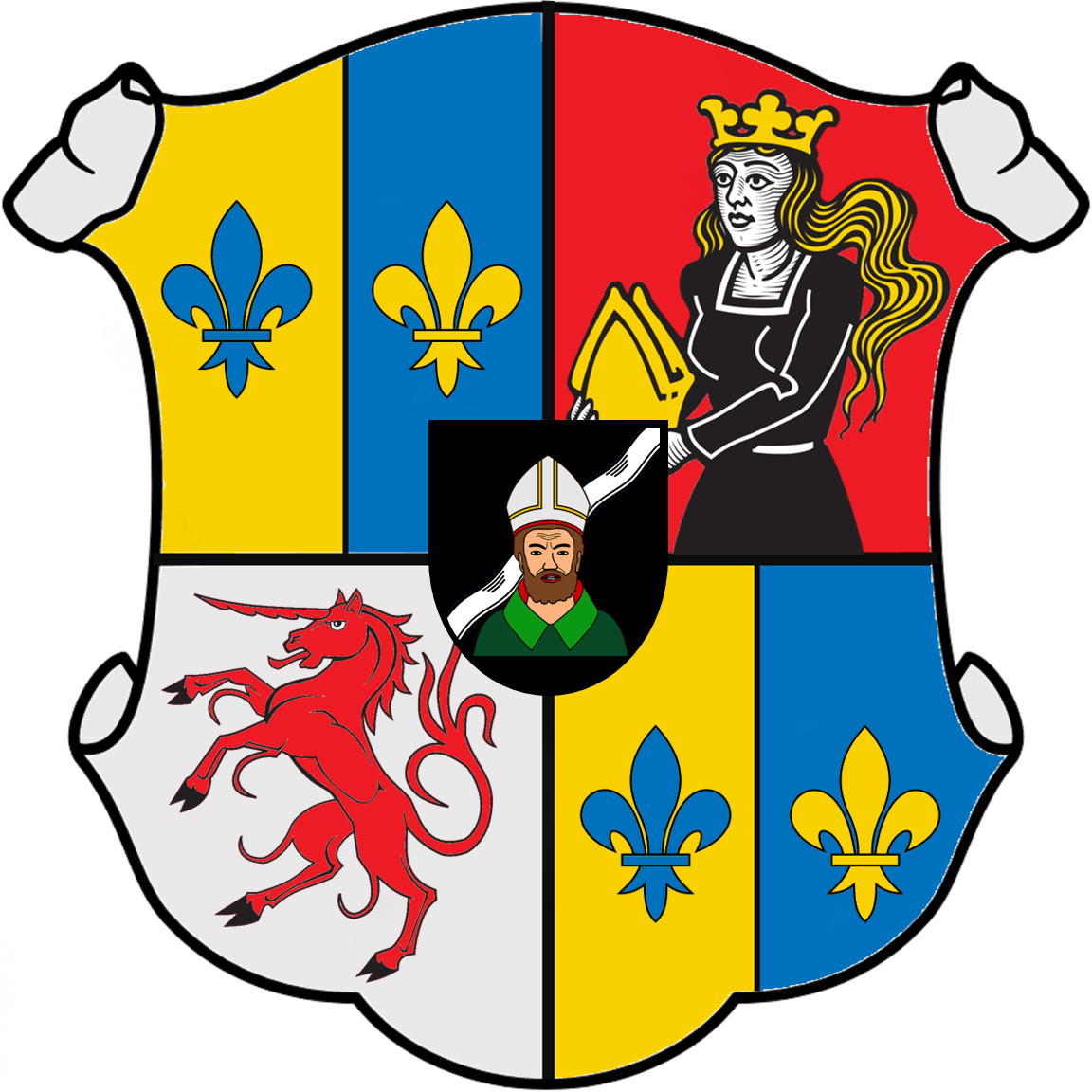
Gemeinde Illerzell
Gemeinde Ingstetten
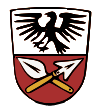
Gemeinde Jedesheim
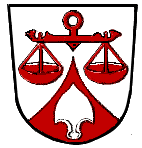
Gemeinde Kadeltshofen
Gemeinde Leibi
Gemeinde Meßhofen
Gemeinde Neuhausen
Gemeinde Niederhausen
Gemeinde Nordholz
Gemeinde Obenhausen
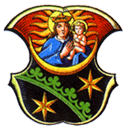
Gemeinde Oberelchingen
Gemeinde Oberfahlheim
Gemeinde Oberhausen
Gemeinde Oberreichenbach
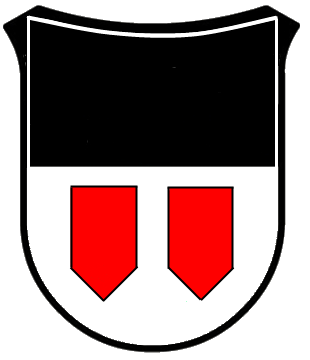
Gemeinde Pfuhl
Gemeinde Raunertshofen
Gemeinde Rennertshofen
Gemeinde Reutti
Gemeinde Ritzisried
Gemeinde Roth
GemeindeSchießen
Gemeinde Steinheim
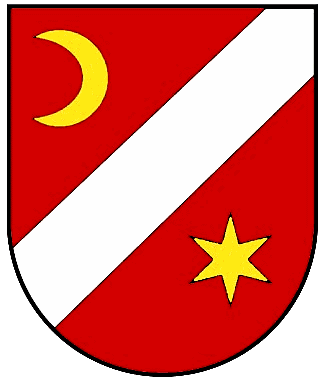
Gemeinde Straß
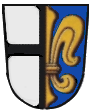
Gemeinde Thal
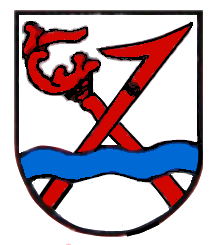
Gemeinde Thalfingen
Gemeinde Tiefenbach
Gemeinde Untereichen
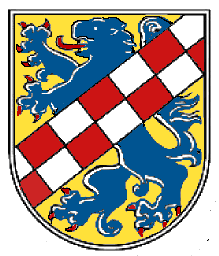
Gemeinde Unterelchingen
Gemeinde Unterfahlheim
Gemeinde Volkertshofen
Gemeinde Wallenhausen
Gemeinde Weiler
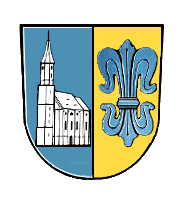
Gemeinde Witzighausen
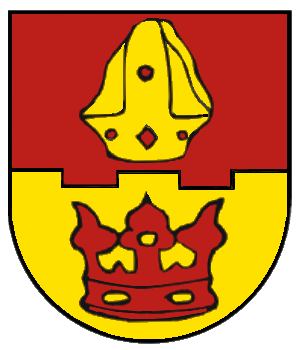
Gemeinde Wullenstetten